# Groombridge
Groombridge – wieś w Anglii, w hrabstwie East Sussex, w dystrykcie Wealden. Leży 51 km na południowy wschód od Londynu.